# 築地ホテル館

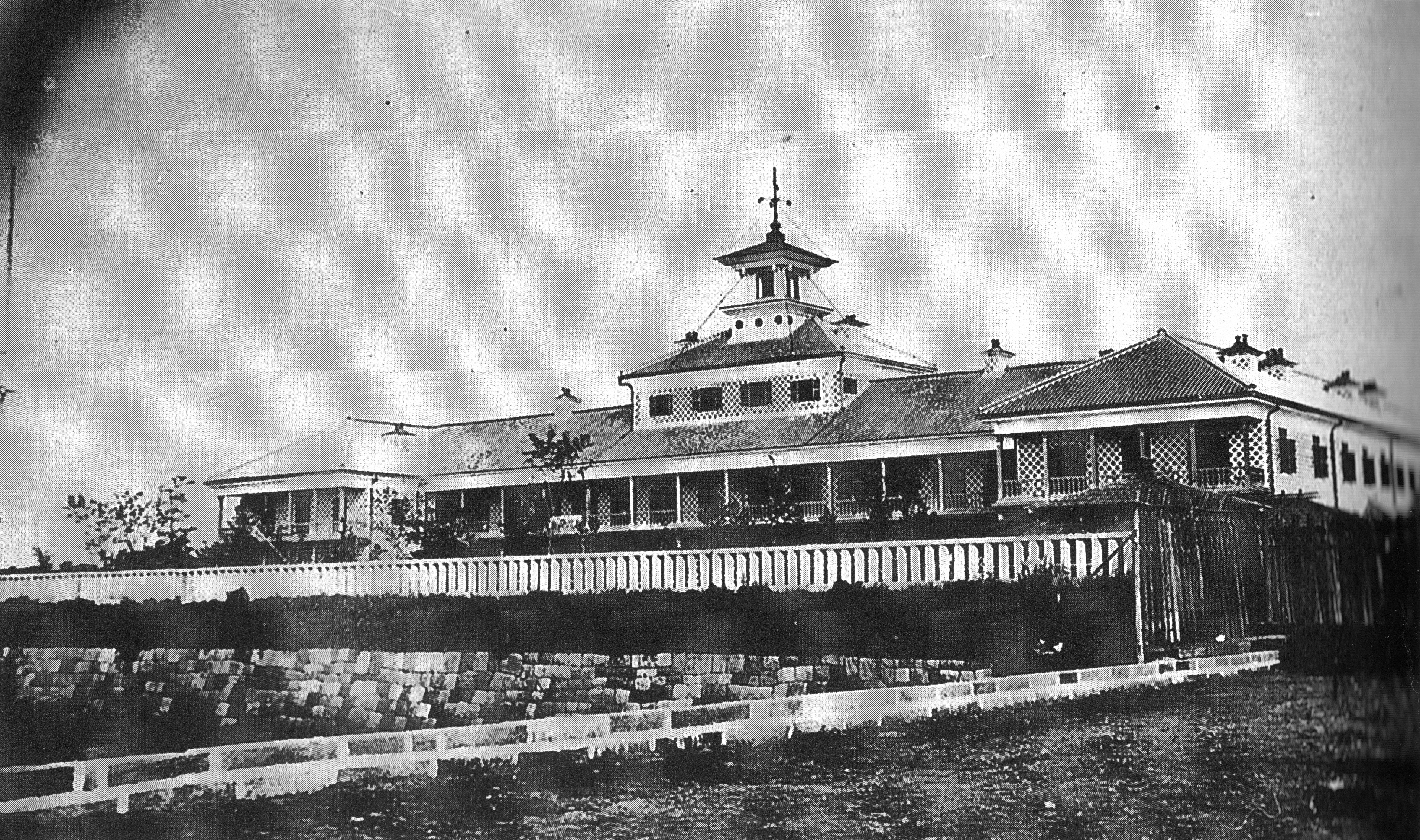
築地ホテル館

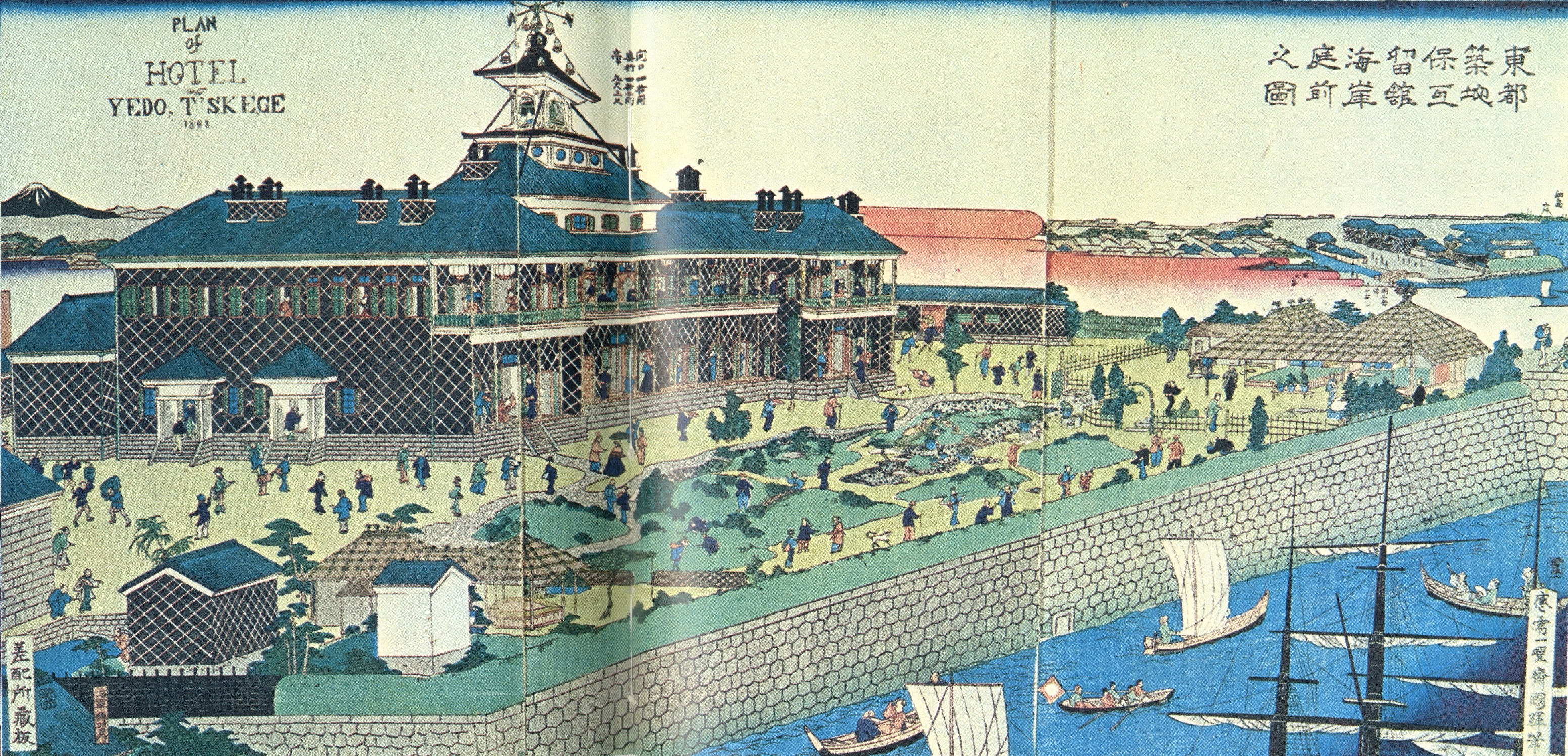
東都築地ホテル館之図（一曜斎国輝筆）

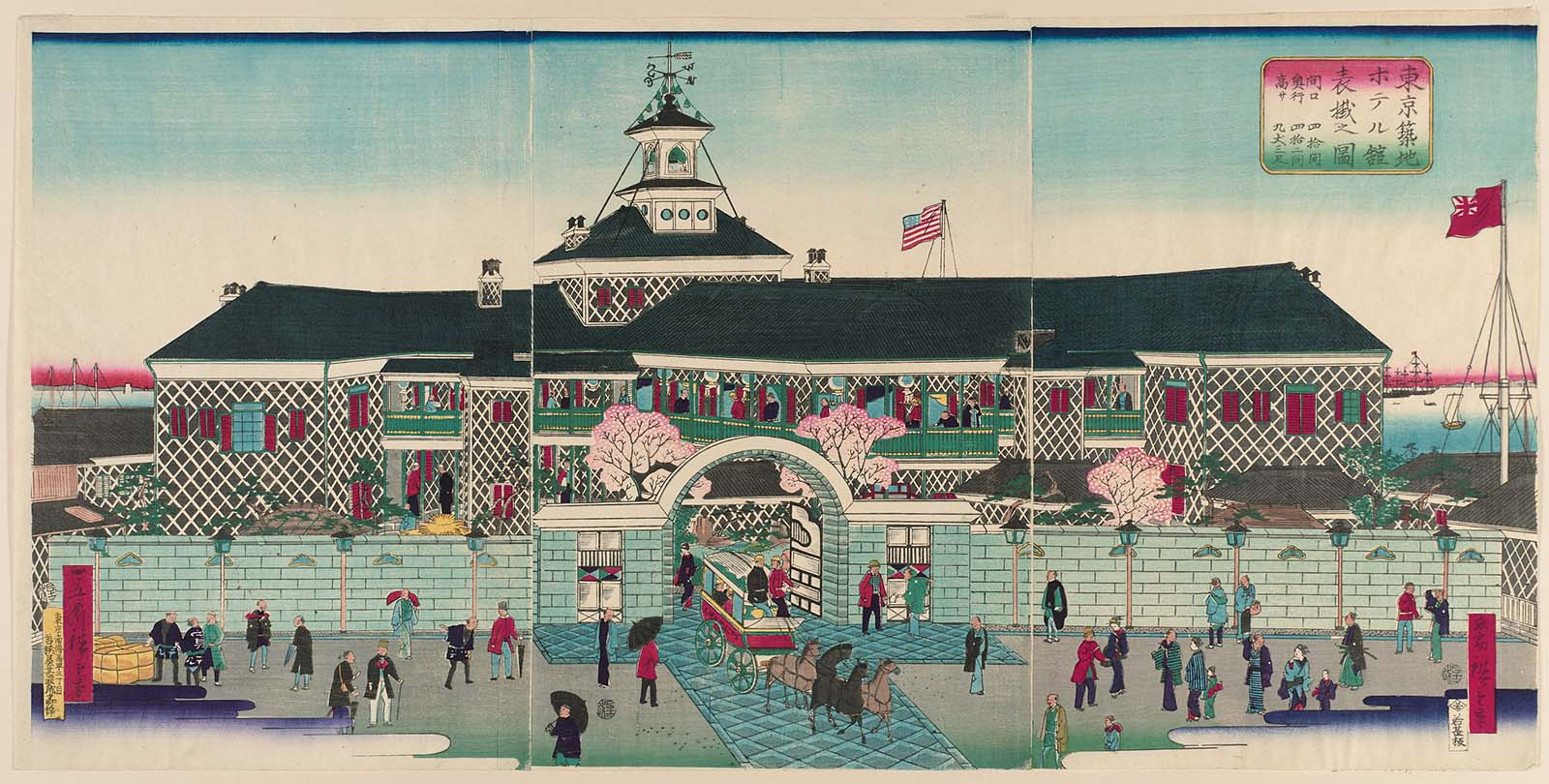
築地ホテルの正面玄関（3代歌川広重筆）

築地ホテル館（つきじホテルかん）は、幕末の慶応4年（1868年）に開業した、日本最初の本格的ホテル。

## 概要
ロンドン覚書により、慶応3年12月7日（1868年1月1日）に江戸は外国人に向け開市されることになっていたが、そうなると江戸に滞在する外国人が増えることが予想された。このため、イギリス公使ハリー・パークスは、幕府にホテルの建設を要請し、それに応えて築地船板町の軍艦操練所の跡地（現在の中央卸売市場の立体駐車場あたり）に築地ホテル館が建設されることになった。設計は横浜外国人居留地内に土木建築事務所を開いていたアメリカ人のリチャード・ブリジェンスに依頼された。
ホテルの開設について、小栗忠順は、「民間でこれを行なうものがあれば土地は幕府が無償で提供し、利益は経営者のものとしてよい。資金は民間から資本を募り、利益を出資金に応じて分配する。」とした。これに応じたのが、清水組（現在の清水建設）の二代清水喜助で、工事だけでなく経営も引き受けることとなった。
慶応3年8月9日（1867年9月6日）に建設着手、1年後の慶応4年8月10日（1868年9月25日）完成した。すでに幕府は瓦解しており、完成前月の7月17日には江戸が東京と改められ、完成翌月の9月8日（1868年10月23日）には明治と改元された。正式の開業日は、予定より1年遅れた東京開市に合わせた明治元年11月19日（1869年1月1日）であるが、その前も仮営業し、宿泊客を受け入れていたようである。 
完成したホテルの規模は、2階建ての本館（一部3階、塔屋付）と平屋からなり、延1619.7坪（約5354.4m2）、間口40.5間（約73.6m）、奥行34.0間（約61.8m）、102室。水洗トイレつき、ビリヤード室、シャワー室、バーも備えられていた。連日見物人が押し寄せ、錦絵が100種以上も作られ、江戸・東京の名所となった。
しかしながら、築地居留地はあまり発展せず、次第にホテル館の経営も厳しくなり、明治3年に喜助は経営から退き、明治5年1月14日（1872年2月22日）、ホテルの建物は海軍の手に渡った。それから間もない明治5年2月26日（1872年4月3日）に発生した銀座大火で類焼し、灰燼に帰した。わずか4年足らずの寿命だった。